# Orlando Tourn
Orlando Tourn, né le 9 août 1967, à Reconquistaen Argentine et décédé le 1er avril 2009, à Venado Tuerto, en Argentine, est un ancien joueur argentin de basket-ball. Il évolue durant sa carrière au poste de pivot.

## Palmarès
- 3e du championnat des Amériques 1993